# Monokultur
Monokultur er navnet på en dyrkningsform, der tilstræber at skabe en helt ensartet afgrøde. Monokultur er af samme grund ikke kun noget, som hører landbruget til. Både i skovbruget, gartnerierne og de private haver finder man arealer med helt ensartet vegetation.
Monokultur står i klar modsætning til tendensen i naturlige vegetationer, som altid er mosaikagtige og mere eller mindre blandede med stor biodiversitet. Den dyrkningsmæssige fornuft i monokultur er, at vækstfaktorerne (lys, vand, gødning osv.) bliver forbeholdt den ønskede afgrøde. Økologisk betragtet består kunsten i at fastholde et ganske bestemt successionstrin med alle midler. På den måde opstår behovet for at gøde, bekæmpe ukrudt og sprøjte mod skadedyr eller svampe.
Eksempler på monokulturer:
- Bygmark
- Rødgranplantage
- Hvidkålmark
- Græsplæne